# Латинська Вікіпедія
Лати́нська Вікіпе́дія (лат. Vicipaedia Latina) — розділ Вікіпедії латинською мовою. Відкрита у 2002 році. 11 лютого 2011 року подолала поріг 50000, а 18 грудня 2013 року — 100 000 статей. Ця Вікіпедія цікава зокрема і тим, що латинська мова вважається мертвою мовою (хоча, понад 30 учасників англійської Вікіпедії і ряд учасників інших мовних версій Вікіпедії називають латинську мову своєю рідною).

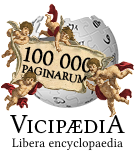
Логотип, присвячений 100 000 статті

Спочатку в латинській Вікіпедії домінували теми з класичної історії, але в 2006 році з'явилася група нових учасників, яка істотно розширила висвітлення тем 20 сторіччя, таких як поп-культура і технологія. Щоб мати справу з поняттями, які не існували в класичні латинські часи, були введені в обіг нові слова, що є причиною дебатів. У латинській Вікіпедії використовується класична латина (latinitas), і неологізми виражаються здебільшого за допомогою латинських слів і їх комбінацій.
Латинська Вікіпедія станом на 26 березня 2025 року містить 139 994 статті, 190 508 зареєстрованих користувачів, 148 активних дописувачів, 21 адміністратора
. Загальна кількість сторінок в латинській Вікіпедії — 286 545, редагувань — 3 873 848, мультимедійні файли відсутні
. Глибина (рівень розвитку мовного розділу) латинської Вікіпедії мала і становить 14.8 пунктів
.